# Ban Na San (huyện)
Ban Na San (tiếng Thái: บ้านนาสาร) là một huyện (amphoe) của tỉnh Surat Thani, Thái Lan.

## Địa lý
Các huyện giáp ranh (từ phía đông theo chiều kim đồng hồ) là: Nopphitam và Phipun của tỉnh Nakhon Si Thammarat, Wiang Sa, Khian Sa, Ban Na Doem, Mueang Surat Thani và Kanchanadit.
Phía đông huyện nằm ở vùng đồi thuộc dãy núi Nakhon Si Thammarat và là một phần của Vườn quốc gia Tai Rom Yen.

## Lịch sử
Huyện này có tiền thân là huyện Lamphun quản lý phần đông nam của tỉnh ngày nay. Ban đầu, huyện được chia ra thành 7 tambon - Ban Na, Tha Ruea, Kobkaeb, Thung Tao, I-Pan, Prasaeng và Phanom. Năm 1899, phần phía nam đã được tách ra để lập huyện Prasaeng và tiểu huyện Phanom.
Ban đầu, huyện thuộc Nakhon Si Thammarat, và đã được chuyển cho Chaiya (nay là Surat Thani) năm 1906.
Ngày 29 tháng 4 năm 1918, huyện đã được đổi tên thành Ban Na, theo vị trí trụ sở huyện. Ngày 1 tháng 7 năm 1938, trụ sở huyện đã được dời đến Na San và huyện được đổi tên thành Ban Na San ngày 20 tháng 4 năm 1939. Thập niên 1970, huyện này đã bị giảm diện tích khi các huyện Khian Sa, Wiang Sa và Ban Na Doem được tách ra.

## Hành chính
Ban Na San được chia ra 11 phó huyện (tambon), các đơn vị này lại được chia ra thành 65 làng (muban). Có 1 thị xã (thesaban mueang) Na San, nằm trên toàn bộ tambon Na San. Each tambon ngoại trừ Na San có một Tổ chức hành chính tambon (TAO).
| \| STT. \| Tên \| Tên Thái \| Số làng \| Dân số \| \| \| ---- \| -------------- \| --------- \| ------- \| ------ \| \| \| 1. \| Na San \| นาสาร \| - \| 19.752 \| \| \| 2. \| Phru Phi \| พรุพี \| 7 \| 5.470 \| \| \| 3. \| Thung Tao \| ทุ่งเตา \| 5 \| 4.080 \| \| \| 4. \| Lamphun \| ลำพูน \| 7 \| 5.879 \| \| \| 5. \| Tha Chi \| ท่าชี \| 6 \| 4.444 \| \| \| 6. \| Khuan Si \| ควนศรี \| 8 \| 4.810 \| \| \| 7. \| Khuan Suban \| ควนสุบรรณ \| 7 \| 5.206 \| \| \| 8. \| Khlong Prap \| คลองปราบ \| 5 \| 3.877 \| \| \| 9. \| Nam Phu \| น้ำพุ \| 6 \| 5.308 \| \| \| 10. \| Thung Tao Mai \| ทุ่งเตาใหม่ \| 8 \| 5.974 \| \| \| 11. \| Phoem Phun Sap \| เพิ่มพูนทรัพย์ \| 6 \| 3.545 \| \| | Map of Tambon  |           |         |        |  |
| STT. | Tên            | Tên Thái  | Số làng | Dân số |  |
| 1. | Na San         | นาสาร     | -       | 19.752 |  |
| 2. | Phru Phi       | พรุพี       | 7       | 5.470  |  |
| 3. | Thung Tao      | ทุ่งเตา     | 5       | 4.080  |  |
| 4. | Lamphun        | ลำพูน      | 7       | 5.879  |  |
| 5. | Tha Chi        | ท่าชี       | 6       | 4.444  |  |
| 6. | Khuan Si       | ควนศรี     | 8       | 4.810  |  |
| 7. | Khuan Suban    | ควนสุบรรณ  | 7       | 5.206  |  |
| 8. | Khlong Prap    | คลองปราบ  | 5       | 3.877  |  |
| 9. | Nam Phu        | น้ำพุ       | 6       | 5.308  |  |
| 10. | Thung Tao Mai  | ทุ่งเตาใหม่  | 8       | 5.974  |  |
| 11. | Phoem Phun Sap | เพิ่มพูนทรัพย์ | 6       | 3.545  |  |